# 춘천 닭갈비·막국수 축제
춘천 닭갈비·막국수 축제는 강원특별자치도 춘천시에서 개최되는 지역 먹거리 축전이다. 